# Anthony Jackson (acteur)
Pour les articles homonymes, voir Anthony Jackson.
Anthony Jackson, né le 18 février 1944 à Birmingham et mort le 26 novembre 2006 à Londres, est un acteur britannique. Il débuta à la radio, remplissant notamment le rôle du narrateur dans l'adaptation radiophonique de Bilbo le Hobbit de l'écrivain J. R. R. Tolkien. Il joua dans de nombreuses séries télévisées.